# Colegio de doña María de Aragón
El Colegio de Doña María de Aragón (oficialmente Colegio de la Encarnación) fue un centro de estudios y convento de la orden de San Agustín en Madrid. En la actualidad, sus restos se encuentran profundamente transformados en el Palacio del Senado.

## Historia
El origen de la fundación se debe a doña María de Córdoba y Aragón (1539-1593), dama de la reina Ana de Austria, cuarta esposa de Felipe II, y de la infanta Isabel Clara Eugenia. Era hija de Álvaro Fernández de Córdoba, II señor de Valenzuela, hijo de Diego Fernández de Córdoba, III conde de Cabra, gentilhombre de boca de Carlos V y caballerizo mayor de Felipe II cuando era todavía príncipe, y la portuguesa María Manuel de Aragón.
En el año 1580 María de Aragón heredó de su madre un juro que puso a disposición del agustino Alonso de Orozco. Al contar los agustinos con un convento en la corte (el de San Felipe el Real) el empeño de estos se centró en que la fundación se dedicara a colegio para la formación de sus frailes. Tras informar al rey Felipe II de sus intenciones, este le cede unos solares al norte de la villa, por encima del Huerto de la Priora.
En 1581 se inician las obras de construcción según trazas del arquitecto regio Francisco de Mora. 
En abril de 1590, Alonso de Orozco junto con otros dos agustinos se traslada a unas casas provisionales en la casa del Reloj, dándose así inicio al conocido como colegio chico, predecesor del todavía inacabado colegio. A pesar de esta medida de presión, la fundadora les obligó a firmar una escritura en la que se establecía que con ello no ganaban ningún derecho. El colegio chico tuvo una capilla provisional, adonde se trasladaron los restos de los familiares de la fundadora antes albergados en una capilla de la otra fundación  Tras la muerte de doña María de Aragón en 1593, el patronato de la fundación pasó a su hermano Álvaro.
Las obras se prolongarían aún por algunos años. Las de la iglesia se alargarían oficialmente hasta su fecha de inauguración el 5 de enero de 1599. A pesar de ello, el retablo mayor obra de El Greco se asentó en 1600 y aún en 1602 se remataban algunas partes de la iglesia. Por su parte, el primer claustro del colegio se finalizó en 1605 y las obras del segundo se alargarían hasta 1674. Hacia 1624 el duque de Sessa litigó contra el colegio por el patio delantero que se extendía en la fachada sur del colegio. En el memorial de los agustinos en este pleito se indica que continuaban las obras.
En el siglo XVIII el colegio consolidaría su posición de seminario mayor de la provincia de Castilla de la orden de San Agustín. Contaba con dos cátedras de teología escolástica y tres de filosofía. A finales de este siglo en la parte al oeste de la iglesia se construyó el palacio del Marqués de Grimaldi.

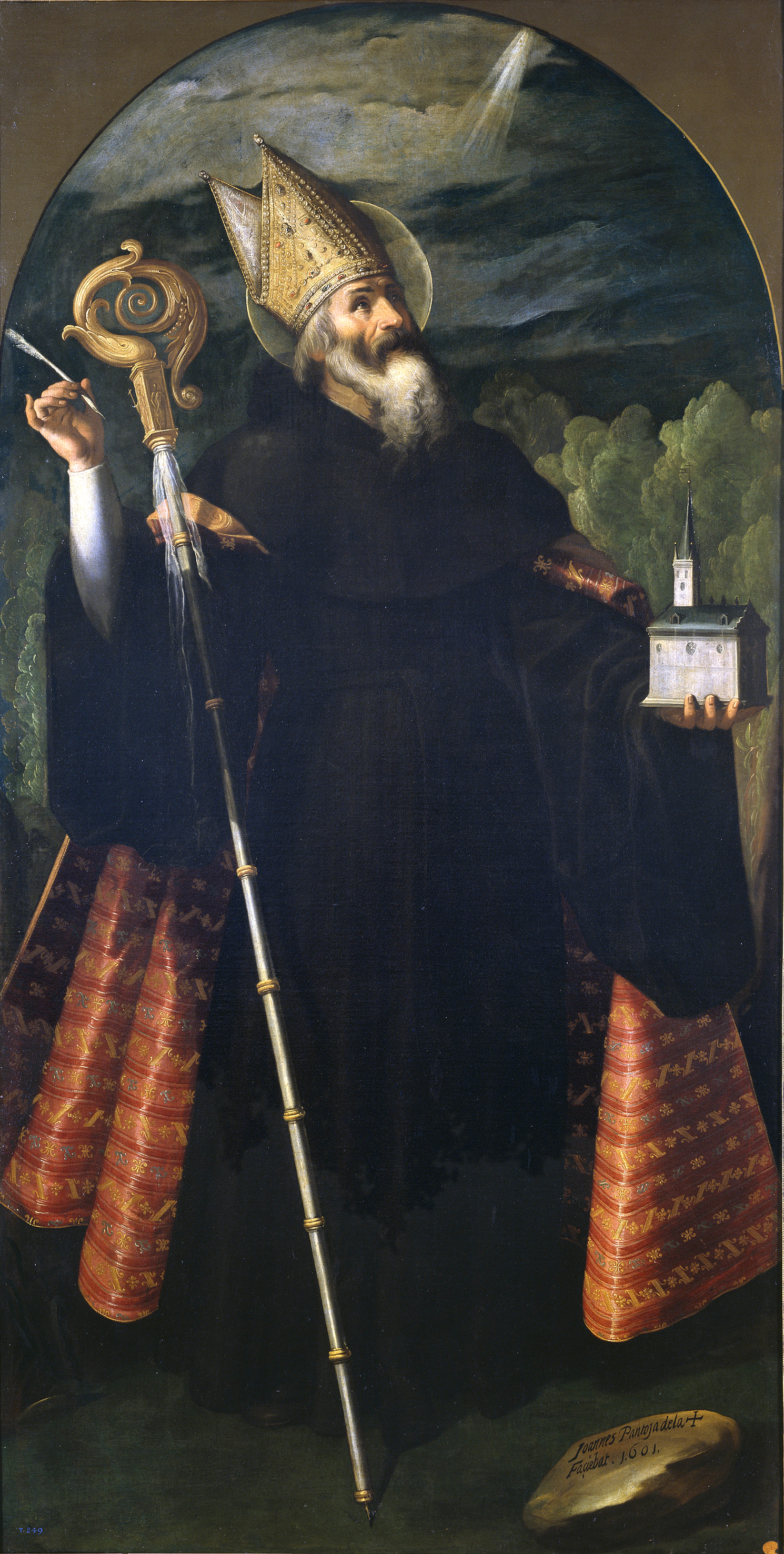
San Agustín (1601, Museo del Prado), oléo de Juan Pantoja de la Cruz, que presidía el retablo de uno de los testeros del crucero de la iglesia del colegio.

Las tendencias secularizadoras del siglo XIX tendrían como resultado final la desaparición del colegio. En 1809 el convento sufre su primera desamortización. Posteriormente, en septiembre de 1813, se habilitó la iglesia como local para las Cortes del Reino. Tras la derogación de la Constitución de 1812 por Fernando VII en mayo de 1814, los frailes volvieron al colegio y la iglesia fue devuelta al servicio divino. Durante el Trienio Liberal la iglesia volvió a ser convertida en sede de las Cortes. Los frailes volverían al convento una última vez el 7 de julio de 1823. Durante los años siguientes los frailes intentarían retomar la actividad de la fundación como seminario mayor de la provincia agustiniana de Castilla aunque con escaso éxito. Finalmente, el 17 de enero de 1836, en el marco de la Desamortización de Mendizábal, los frailes fueron sacados por la fuerza del colegio por agentes de policía.
El colegio se dedicaría a sede del Estamento de Próceres, cámara alta prevista por el Estatuto Real. Su función de sede de la cámara alta se mantiene hasta la actualidad, aunque el edificio se transformó en Palacio del Senado.
El patronato del colegio había pasado tras la muerte de María de Aragón a su hermano Álvaro de Córdoba. Posteriormente hasta su desaparición serían patronos los descendientes de este, condes de Sástago.

## Descripción
El colegio se encontraba situado al norte del Alcázar de Madrid, en el extremo septentrional del Madrid del siglo XVII. 
En la fachada exterior de la iglesia se disponía una portada compuesta por dos columnas dóricas rematadas por un frontón, sobre la misma, en un nicho se disponía una estatua de San Agustín. La iglesia contaba con planta de cruz latina, de una sola nave, con una longitud de 37 metros. Contaba con una cúpula en el crucero. En cada uno de los lados del brazo largo de la cruz se disponían cuatro capillas. En el presbiterio de la iglesia se disponía el famoso Retablo de Doña María de Aragón, con lienzos obra de El Greco. En los testeros del crucero existían dos retablos con los lienzos de San Agustín y San Nicolás de Tolentino, obra de Juan Pantoja de la Cruz, hoy en el Museo del Prado.  
En el lado del Evangelio del presbiterio se disponía la capilla de los patronos.  
Las capillas laterales tenían distintas advocaciones: en el lado del Evangelio la de la Virgen de la Peña, luego de Santo Tomás de Villanueva, y en el lado de la Epístola, se encontraban las de Santa Catalina o Santa Rita. En la iglesia se conservaba el cuerpo del beato Alonso de Orozco y una talla de la virgen de los Remedios.
El edificio contaba con dos patios en el lado este de la iglesia. En el primero de ellos se disponía una fuente. En el lado noroeste de la iglesia, en diagonal a la iglesia, se disponía la denominada como casa de patronos. Esta parte del edificio estaba reservada a sus patronos.

### Individuales
1. ↑  Andueza, 2010, p. 95
2. ↑  «Testamento otorgado por María de Córdoba de Aragón, dama de la reina Ana de Austria, hija de Antonio Fernández de Córdoba Aragón». Portal de Archivos Españoles. Madrid. 09-09-1580.
3. ↑  «Carta de pago y finiquito otorgada por Juan Gutiérrez, notario de la Audiencia Arzobispal, en nombre de Domenico Theotocopuli, a favor de los testamentarios de doña María de Aragón, Jerónimo Oraá Chiriboga y Hernando de Rojas, de 283.300 maravedis que se le debían por el retablo que pintó para la iglesia de San Agustín, del colegio de doña María de Aragón. - Archivos de la Comunidad de Madrid». Archivo Histórico de Protocolos de Madrid. Consultado el 9 de julio de 2021.
4. ↑  Memorial del Retor, y Colegio de la Encarnacion ... en favor de su sitio. [With other documents relating to a suit between the College and the Duke and Duchess de Sessa.]. 1624. Consultado el 9 de julio de 2021.
5. ↑  Álvarez y Baena, José Antonio (1786). «XXVI. Colegio de la Encarnación que llaman de doña María de Aragón».  En Antonio de Sancha, ed. Compendio histórico, de las grandezas de la coronada villa de Madrid: corte de las monarquía de España. Madrid. pp. 132-133. Consultado el 9 de julio de 2021.
6. ↑  Ponz, Antonio (1776). «Cuarta división. Entre la calle Mayor, y la ancha de San Bernardo, volviendo á la misma calle Mayor por la plazuela de San Martín. Colegio de Doña María de Aragón». Viage de España V. D. Joachin Ibarra. p. 185. Consultado el 9 de julio de 2021.
7. ↑  «El día 4 de noviembre del presente año». Diario de Madrid. 29 de octubre de 1823. p. 5.
8. ↑  «El 18 del corriente». Diario de Madrid. 15 de octubre de 1825. p. 818.
9. ↑  Salazar y Castro, Luis de (1697). «Capitulo XVI. Doña Luisa Manrique, señora de Javalquinto, Espeluy, Estiviel, Almanzora y La Ventosila.». Historia Genealógica de la Casa de Lara justificada con instrumentos, y escritores de inviolable fe II. Imprenta Real. p. 419. Consultado el 9 de julio de 2021.
10. ↑  «Alvaro Fernández de Córdova». Roglo. Consultado el 9 de julio de 2021.
11. ↑  Lazcano González, 2007, p. 390
12. ↑  Lazcano González, 2007, pp. 397-400
13. ↑  Florencia, Francisco de (2008). La milagrosa invención de un tesoro escondido en un campo que halló un venturoso cacique, y escondió en su casa para gozarlo a sus solas : patente ya en el Santuario de Los Remedios en su admirable imagen de Ntra. Señora : señalada en milagros, invocada por patrona de las lluvias y temporales, defensora de los españoles, abogada de los indios, conquistadora de México, erario universal de las misericoridas de Dios, ciudad de refugio para todos los que a ella se acogen, noticias de su origen y venidas a México, maravillas que ha obrado con los que la invocan, descripción de su casa, y meditaciones para sus novenas. Universidad Iberoamericana. p. 147. ISBN 978-607-417-020-7. Consultado el 9 de julio de 2021.